# Домино (група)
„Домино“ е вокална група създадена в София през пролетта на 1981 г. Членове на групата:
- Виолета Иванова (Виолета Гюлмезова),
- Ева Найденова,
- Иван Христов (до 1986) – вокали,
- Георги Найденов „Гого“ – вокали, бас китара;
- Красимир Гюлмезов – вокали, клавир, аранжор;
- Илия Василев – китари, вокал (от 1986);
- Валентин Янев – ударни (от 1986).

## История
Първоначално „Домино“ нямат успех. Година по-късно, след промени в състава, бившите членове на вокална група „Тоника“ Ева и Георги Найденови и Иван Христов организират нова вокална група, която се представя на радиоконкурса „Пролет“ с песента „Един прозорец още свети“ (муз. Йонко Попов, текст Димитър Керелезов).
През 1984 г. песента „Моя любов“ (муз. Ст. Димитров) е удостоена с първа награда на фестивала „Златният Орфей“.
Най-големият успех на Домино е на фестивала в Сопот, Полша през 1985 г.: 2-ра награда от конкурса „Кехлибареният славей“ за изпълнение на полска песен („Този дивен свят“, муз. Чеслав Ниемен); наградите на Полското радио и телевизия и на публиката. Красимир Гюлмезов печели наградата „Сребърният камертон“ за аранжимент на същата песен.
През 1986 г. „Домино“ се преобразува във вокално-инструментален състав. На фестивала „Златният Орфей“ изпълнява песента „Не оставай сам“ на Александър Бръзицов, която печели 2-ра награда и се представя на „Шлагерфестивал“ в Дрезден.
През следващите години съставът участва в програмите на увеселителни заведения в Скандинавия. Красимир Гюлмезов и Виолета Иванова се отделят, оженват и създават дует „Шик“, а от 1993 Ева и Георги Найденови продължават като дует „Домино“ и заедно със Стефан Диомов са в основата на възродената „Фамилия Тоника“ .

## Награди
| Година | Награда                                 | Песен / Композитор                                                   | Фестивал                                     | Град / Държава |
| ------ | --------------------------------------- | -------------------------------------------------------------------- | -------------------------------------------- | -------------- |
| 1986   | II награда                              | „Не оставай сам“ (муз. Александър Бръзицов)                          | Международен фестивал „Златният Орфей“       | Слънчев бряг   |
| 1985   | II награда                              | за изпълнение на полска песен „Този дивен свят“ (муз. Чеслав Ниемен) | Международен фестивал „Кехлибареният славей“ | Сопот, · Полша |
| 1985   | Hаградата на Полското радио и телевизия | за изпълнение на полска песен „Този дивен свят“ (муз. Чеслав Ниемен) | Международен фестивал „Кехлибареният славей“ | Сопот, · Полша |
| 1985   | Hаградата на публиката                  | за изпълнение на полска песен „Този дивен свят“ (муз. Чеслав Ниемен) | Международен фестивал „Кехлибареният славей“ | Сопот, · Полша |
| 1985   | Сребърният камертон                     | за аранжимент на (Красимир Гюлмезов)                                 | Международен фестивал „Кехлибареният славей“ | Сопот, · Полша |
| 1984   | II награда                              | „Моя любов“ (муз. Стефан Димитров)                                   | Международен фестивал „Златният Орфей“       | Слънчев бряг   |

## Участия на фестивали и конкурси
| Година | Песен / Композитор                          | Фестивал                               | Град / Държава |
| ------ | ------------------------------------------- | -------------------------------------- | -------------- |
| 1986   | „Не оставай сам“ (муз. Александър Бръзицов) | Международен фестивал „Шлагерфестивал“ | Дрезден · ГДР  |
| 1982   | „Един прозорец още свети“ (муз Йонко Попов) | Радиоконкурс „Пролет“                  | София          |

## Дискография

### Студийни албуми
| Година | Албум                                | Вид | Издател       | Каталожен номер |
| ------ | ------------------------------------ | --- | ------------- | --------------- |
| 2001   | „Домино. Подбрано за ценители“       | CD  | Стефкос мюзик | SM 0104033      |
| 1995   | „Домино. Най-доброто“                | МС  | Балкантон     | ВТМС 7723       |
| 1986   | „Домино“                             | LP  | Балкантон     | BTA 11938       |
| 1985   | „Един прозорец още свети, моя любов“ | LP  | Балкантон     | BTA 11529       |

### Сингли
| Година | Сингъл                                                                                  | Вид | Издател   | Каталожен номер |
| ------ | --------------------------------------------------------------------------------------- | --- | --------- | --------------- |
| 1996   | „Поморие“ Домино „Поморие“/ Стефка Берова и Йордан Марчинков „Семеен спомен за Поморие“ | SP  | Балкантон | ВТК 3805        |
| 1986   | „София ви кани“ „Добре дошли“/ „Sofia invites you“                                      | SP  | Балкантон | ВТК 3885        |
| 1983   | „Този прекрасен свят“ „Този прекрасен свят“/ „Думата мир“                               | SP  | Балкантон | ВТК 3871        |
| 1985   | „Зарезан в Сухиндол“                                                                    | МС  | Балкантон | ВТМС 3831       |
| ?      | „Домино. Песни за Айтос“ „Айтос“/ „Песен за моя град“                                   | SP  | Балкантон | BTK 3809        |